# 瓦瓦特姆鎮區 (密歇根州)
瓦瓦特姆鎮區（英語：Wawatam Township）是位於美國密歇根州埃米特縣的一個行政鎮區。

## 地方資料
瓦瓦特姆鎮區的面積為52.80平方千米，當中陸地面積為40.70平方千米，而水域面積為12.10平方千米。根據2020年美國人口普查的數據，當地共有人口711人，而人口密度為每平方千米13.47人。